# Nasir el-Kadri
Nasir Mohammed el-Kadri (arabiska: نذير محمد القادري) är en syrisk politiker och lärare. Sedan 10 december 2024 är han utbildningsminister i Syriens övergångsregering under premiärminister Mohammed al-Bashir.

## Biografi
Nasir el-Kadri föddes i Damaskus 1970. Kadri är utbildad lärare och har tagit examen från Damaskus universitet i arabiska språkstudier.
Under 18 års tid arbetade el-Kadri som lärare i det arabiska språket, däribland som lektor vid Syriens lärarutbildningsinstitut. År 2008 arresterades el-Kadri av al-Assad-regimen och förblev häktad fram till 2018 då han frisläpptes.
Efter sin frigivning så har el-Kadri bidragit till utvecklingen av utbildningssektorn i oppositionskontrollerade områden. Han arbetade vid Dana utbildningskomplex under två års tid, där han dirigerade utbildningsprogrammen. Han utsågs senare till direktör för interna tillsynstjänster inom utbildningsministriet och innehade denna befattning under mer än ett års tid. Han har även innehaft ämbete såsom ledamot av utbildningsnämnden, där han agerade ordförande för dess organisations- och förvaltningskommitté inom utbildningsministriet.
10 december 2024 utsågs el-Kadri till utbildningsminister av Syriens premiärminister Mohammed al-Bashir, där han ska inneha befattningen till mars 2025.